# Красновский сельсовет (Светлогорский район)
Кра́сновский сельсовет (бел. Кра́снаўскі сельсавет) — административная единица на территории Светлогорского района Гомельской области Республики Беларусь. Административный центр — деревня Красновка.

## Состав
Красновский сельсовет включает 16 населённых пунктов:
- Василёвка — деревня
- Даниловка — деревня
- Дражня — деревня
- Заболотье — деревня
- Завичье — деревня
- Ковчицы-1 — деревня
- Ковчицы-2 — деревня
- Королёва Слобода-1 — деревня
- Королёва Слобода-2 — деревня
- Красновка — деревня
- Круки — деревня
- Малимоны — деревня
- Михайловка — агрогородок
- Новая Белица — деревня
- Тумаровка — деревня
- Язвинцы — деревня

## Достопримечательности
- Территория бывшего города «Казимир» (XVII век) —  Историко-культурная ценность Республики Беларусь, шифр 313В000881
- Курганный могильник периода раннего Средневековья около деревни Ковчицы-2
- Военные памятники и мемориалы в населённых пунктах: Малимоны, Ковчицы-1, Ковчицы-2, Новая Белица.
- Королёвослободский камень с крестом. В настоящее время расположен в Светлогорске на территории историко-краеведческого музея.